# Deborah Chow
Deborah Chow (Toronto, 16 giugno 1972) è una regista e produttrice televisiva canadese.
Due dei suoi primi cortometraggi Daypass (2002) e The Hill (2004) hanno vinto diversi premi in vari festival cinematografici internazionali.
Principalmente conosciuta per aver diretto l'intera miniserie Obi-Wan Kenobi (2022) e alcuni episodi di Copper (2012), I misteri di Murdoch (2008), Beauty and the Beast (2012), The Mandalorian (2019), Better Call Saul (2015) e Mr. Robot (2015).

## Filmografia

### Regista

#### Cinema
- Daypass – cortometraggio (2002)
- The Hill – cortometraggio (2004)
- The High Cost of Living (2010)

#### Televisione
- Copper – serie TV, 1 episodio (2013)
- Flowers in the Attic – film TV (2014)
- I misteri di Murdoch – serie TV, 2 episodi (2014)
- Beauty and the Beast – serie TV, 1 episodio (2015)
- Mr. Robot – serie TV, 1 episodio (2015)
- The Vampire Diaries – serie TV, 1 episodio (2016)
- Turn: Washington's Spies – serie TV, 1 episodio (2016)
- Tyrant – serie TV, 1 episodio (2016)
- Iron Fist – serie TV, 1 episodio (2017)
- Reign – serie TV, 6 episodi (2014-2017)
- Fear the Walking Dead – serie TV, 2 episodi (2016-2017)
- Shut Eye – serie TV, 1 episodio (2017)
- Jessica Jones – serie TV, 1 episodio (2018)
- Lost in Space – serie TV, 1 episodio (2018)
- Snowfall – serie TV, 1 episodio (2018)
- Better Call Saul – serie TV, 1 episodio (2018)
- L'uomo nell'alto castello – serie TV, 1 episodio (2018)
- American Gods – serie TV, 1 episodio (2019)
- The Mandalorian – serie TV, 2 episodi (2019)
- Obi-Wan Kenobi – miniserie TV, 6 puntate (2022)

### Sceneggiatrice
- Daypass – cortometraggio (2002)
- The Hill – cortometraggio (2004)
- The High Cost of Living (2010)